# Angus McBean
Angus McBean (Newbridge, 1904 - Suffolk, 1990) fue un fotógrafo galés especializado en las imágenes sobre el teatro. Sus retratos en muchos casos de actores famosos tenían un aire surrealista. Realizó la portada de Please Please Me, primer álbum de The Beatles.

## Infancia y juventud
Nació en Newbridge, Monmouthshire, hijo de un inspector de minas de carbón. Compró su primera cámara, una Kodak y un trípode, cuando la Primera Guerra Mundial estaba terminando. Fascinado por las propiedades mágicas de la fotografía, aparentemente, quería ser capaz de tomar fotografías de personas y vendió un reloj de oro que le dejó su abuelo para conseguir las cinco libras necesarios para el equipo.
Después de la temprana muerte de su padre, se trasladó con su madre y hermana menor a Acton, Londres en 1925. Estuvo trabajando para los grandes almacenes Liberty en el departamento de restauración de antigüedades como aprendiz, sin embargo en su vida personal se dedicó a la fotografía, la creación de máscaras y ver obras en el teatro en el West End. En 1932 dejó su trabajo en Liberty y se dejó crecer la barba para simbolizar el hecho de que nunca más tendría un salario de esclavos. Comenzó a trabajar como fabricante de accesorios de teatro, entre otras participó en la escenografía medieval para la obra Richard of Bordeaux interpretada por John Gielgud en 1933.

## Su comienzo como fotógrafo
Su trabajo con las máscaras teatrales le dio popularidad y el fotógrafo Hugh Cecil le ofreció un trabajo en su estudio de Mayfair, lo que le permitió aprender el oficio y un año y medio después abrió su propio estudio en Belgrave Road de Londres. Cuando todavía era conocido como fabricante de máscaras, en 1936 recibió el encargo de Ivor Novello para fabricar las máscaras de su obra El hipócrita feliz. Novello quedó tan impresionado con las fotografías románticas de McBean que le encargó hacer una serie de fotografías de la producción y de la joven actriz Vivien Leigh. Las fotografías las realizó con la iluminación propia del escenario obteniendo unos resultados que sustituyeron a las fotos realizadas por la empresa que se encargada de modo habitual. De este modo se convirtió en fotógrafo y como trabajo principal comenzó a fotografiar a Vivien Leigh y otros actores en el escenario y en el estudio.  Este trabajo de fotógrafo de actores lo estuvo realizando hasta su muerte treinta años después.

## Fotógrafo del teatro
Durante varios años fue muy popular y realizó numerosos retratos de celebridades a los que dotaba de elementos propios del surrealismo. Sin embargo, en 1942 fue arrestado en unos aseos y acusado de actos delictivos de la homosexualidad por los que fue condenado a cuatro años de prisión, aunque fue liberado en el otoño de 1944.
Tras la finalización de Segunda Guerra Mundial abrió un nuevo estudio en Endell Street en Covent Garden, aunque pronto pudo recuperar a sus antiguos clientes y volver a ser el fotógrafo del teatro londinense. Era el fotógrafo oficial del Stratford Memorial Theatre, la Royal Opera House, el teatro Sadler's Wells, en el Festival de Glyndebourne, en el teatro Old Vic y en las producciones de HM Tennent, trabajando además en las más importantes manifestaciones teatrales, musicales y del ballet clásico. Sus retratos surrealistas aparecían en revistas como Daily Sketch y Tatler. Entre las personas que retrató se encuentran Agatha Christie, Audrey Hepburn, Laurence Olivier y Noel Coward.

## Fotografías de los Beatles
En 1963 aceptó realizar las fotografías para su primer álbum llamado Please Please Me, por lo que realizó un reportaje del que sólo quedan algunos ejemplares ya que la mayor parte de los negativos fueron destruidos accidentalmente en 2007. La fotografía que aparece en la portada se realizó en las escaleras de la casa EMI en Londres, seis años más tarde repitió la foto para un nuevo álbum pero finalmente no se utilizó, aunque se empleó en la recopilación The Beatles 1967-1970.
En julio de 2007 se realizó una exposición de fotografías del grupo en la National Portrait Gallery en la que pudieron contemplarse algunas de estas fotos.

## Últimos años
En 1966 se trasladó a Suffold con dos compañeros y continúo con su trabajo, aunque sus retratos pasaron del empleo de bases surrealistas a una aproximación al constructivismo. En esa ciudad continúo conviviendo con sus compañeros hasta su muerte en 1990 en la noche de su cumpleaños.